# Jigal Kohen-Orgad
Jigal Kohen-Orgad (hebr.: יגאל כהן-אורגד, ang.: Yigal Cohen-Orgad, ur. 30 sierpnia 1937 w Tel Awiwie, zm. 27 sierpnia 2019 w Izraelu) – izraelski ekonomista, przedsiębiorca, menedżer i polityk, w latach 1983–1984 minister finansów, latach 1977–1988 poseł do Knesetu, wieloletni kanclerz Uniwersytetu w Ari’el, dyrektor największych izraelskich przedsiębiorstw.

## Życiorys

### Młodość i służba wojskowa
Urodził się 30 sierpnia 1937 w Tel Awiwie, w ówczesnym Brytyjskim Mandacie Palestyny jako Jigal Kohen. Był synem imigrantów z Polski, jego ojciec pracował w przemyśle drzewnym. W rodzinnym mieście uczęszczał do religijnej szkoły podstawowej, a następnie do liceum. Działał w ruchu młodzieżowym B’nai Ecel, związanym z Herutem, a następnie włączonym do Betaru.
Służbę wojskową odbywał w ramach programu Nachal, łączącego służbę wojskową z pracą rolniczą. W związku z tym w 1957 znalazł się wśród założycieli moszawu Amacja, położonego na terenach pomiędzy Strefą Gazy a Hebronem, ustawicznie narażonego na ataki fedainów. Następnie służył w brygadzie spadochronowej Nachalu.

### Wykształcenie i kariera zawodowa
Ukończył studia z zakresu ekonomii (administracji w biznesie) oraz pedagogiki na Uniwersytecie Hebrajskim w Jerozolimie. W 1962 rozpoczął pracę w Instytucie Planowania Gospodarczego w Ministerstwie Finansów. Był właścicielem firmy konsultacyjnej oraz prezesem zarządu przedsiębiorstwa Etam.
W czasie wojny sześciodniowej, jako rezerwista Brygady Jerozolimskiej, walczył o wyzwolenie Jerozolimy.

### Działalność polityczna i społeczna

#### Początki
W polityce związał się początkowo z Herutem, kiedy jednak w 1965 doszło do rozłamu w Gahalu (czyli Bloku Liberałów i Herutu) i powstania Wolnego Centrum – dołączył do nowej partii. Po jakimś czasie powrócił do Herutu, z czasem zostając przewodniczącym rady gospodarczej ugrupowania. Po wojnie Jom Kipur zaczął wspierać izraelskie osadnictwo w Judei i Samarii, zostając jedną z czołowych postaci ruchu osadniczego. Początkowo działał w Ma’ale Adummim, następnie w Ari’el. Był związany z Blokiem Wiernych (Gusz Emunim), przez wiele lat był także działaczem Rady Jesza, organizacji zrzeszającej izraelskie samorządy lokalne położone na terenach Judei, Samarii i Strefy Gazy. Aby odróżnić się od innego prawicowego polityka o tym samym imieniu i nazwisku, dodał do swojego nazwiska człon Orgad, pochodzący od inicjałów imion jego czworga dzieci.

#### Poseł do Knesetu
Po połączeniu partii prawicowych i powstaniu Likudu działał w nowym ugrupowaniu, z którego listy po raz pierwszy dostał się do izraelskiego parlamentu w wyborach parlamentarnych w 1977, kiedy to prawica, po raz pierwszy w historii Izraela, doszła do władzy. W dziewiątym Knesecie zasiadał w dwóch komisjach – spraw gospodarczych oraz finansów – a także podkomisji ds. ochrony energii. Postrzegany jako polityczny „jastrząb”, mimo to początkowo był zwolennikiem planu pokojowego Menachema Begina – na spotkaniu frakcji Herutu w grudniu 1977 otwarcie poparł rozwiązania proponowane przez przywódcę prawicy. W 1979 znalazł się jednak w grupie 18 posłów, którzy głosowali przeciwko ratyfikacji pokoju z Egiptem. W wyborach w 1981 uzyskał reelekcję, a w Knesecie dziesiątej kadencji zasiadał w tych samych komisjach, co uprzednio, oraz w komisji specjalnej ds. prawa zdrowotnego.

#### Minister finansów
18 października 1983 dołączył do – sformowanego osiem dni wcześniej – pierwszego rządu premiera Icchaka Szamira jako minister finansów. Na stanowisku zastąpił Jorama Aridora – którego przez wiele miesięcy ostro krytykował. Jego powołanie zostało odebrane jako sprzeciw wobec wzrostu wpływów frakcji liberalnej w Likudzie. Jako szef Ministerstwa Finansów był gorącym zwolennikiem gospodarki wolnorynkowej. Zmagał się z szalejącą inflacją pozostawioną przez poprzednika, stosując konserwatywną politykę fiskalną i tnąc wydatki budżetowe, jednak nie udało mu się opanować jej dalszego wzrostu. Pod koniec swojej kadencji popadał w ostry konflikt z centralą związkową Histadrut – nie chciał się wówczas zgodzić na zmianę podatku dochodowego celem ochrony pracowników przed szalejącą inflacją, sprzeciwiał się także zwiększeniu zasiłków na rzecz dzieci. Pozostawał również w silnym sporze z krytykującymi go dziennikarzami, których oskarżał o sianie paniki i wpływ na znaczący spadek rezerw walutowych. W sierpniowych wyborach po raz trzeci został wybrany posłem. Na stanowisku ministerialnym pozostał do końca kadencji rządu – 13 września, nie wszedł w skład rządu zgody narodowej pod przywództwem Szimona Peresa, w którym resort finansów objął Jicchak Moda’i.

#### Ostatnia kadencja w Knesecie
W jedenastym Knesecie zasiadał w dwóch stałych komisjach parlamentarnych – spraw zagranicznych i obrony oraz spraw gospodarczych. Był także członkiem komisji wspólnej ds. statusu społeczności druzyjskiej w Izraelu. W 1988 utracił miejsce w parlamencie.

### Dalsza kariera zawodowa

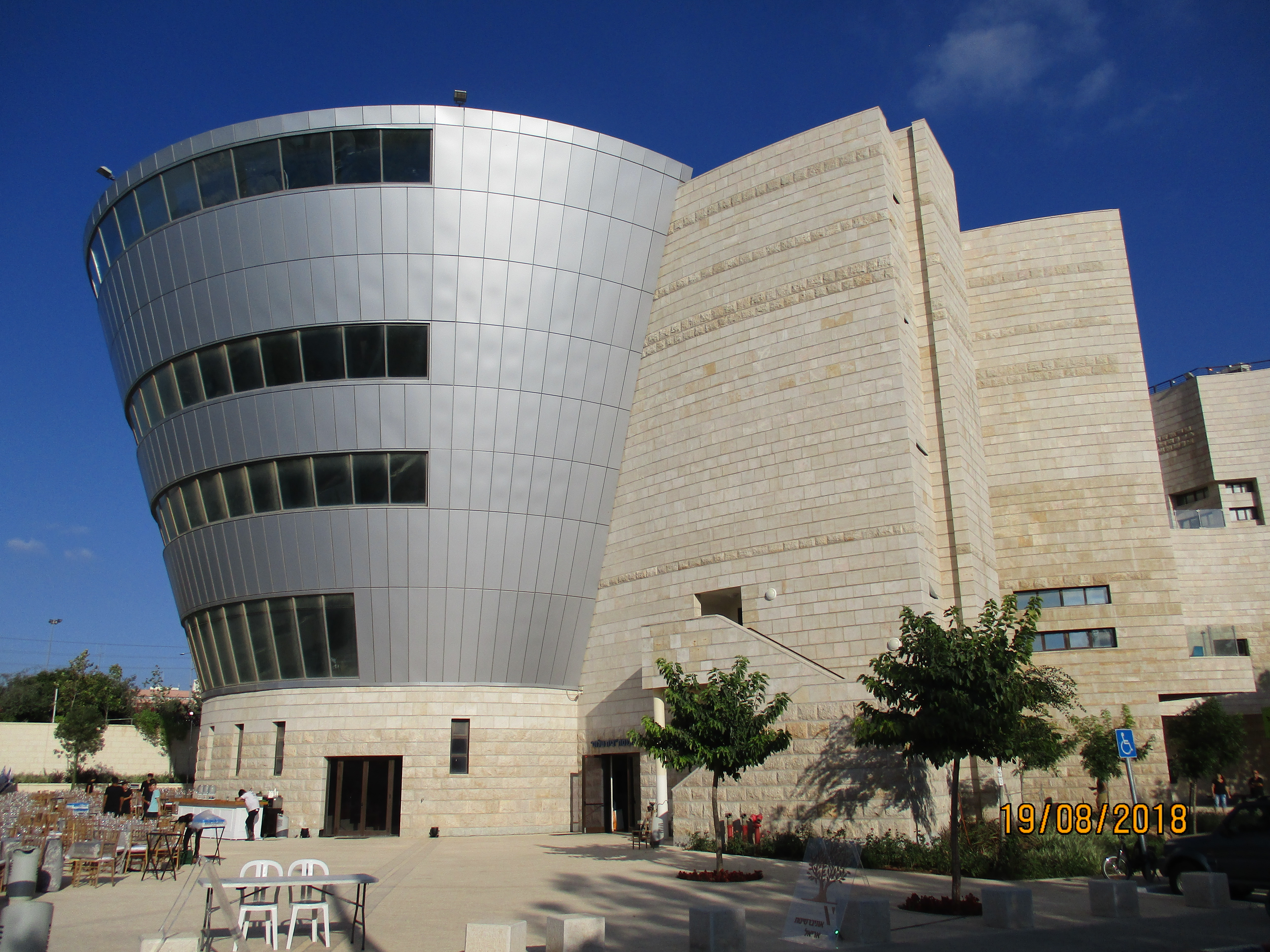
Biblioteka Uniwersytetu w Ari’el

W 1982 był jednym z założycieli pierwszej izraelskiej wyższej uczelni na terenie Zachodniego Brzegu – College’u Judei i Samarii w Ari’el, z którym od tego czasu był związany aż do śmierci.
Był dyrektorem koncernu telekomunikacyjnego Bezeq, największej izraelskiej firmy energetycznej Israel Electric Corporation, oraz Banku Leumi, a także przewodniczącym rady nadzorczej Eitan Industries. Będąc cały czas związanym ze szkołą wyższą w Judei i Samarii, jako jej kanclerz, doprowadził w 2012 do uzyskania przez nią statusu uniwersytetu i zmiany nazwy na Uniwersytet w Ari’el, za co w 2013 został wyróżniony Nagrodą Moskowitzów dla Syjonizmu.
W 2015 wystąpił w miniserialu dokumentalnym Magasz Ha-Kesef autorstwa Amira Ben-Dawida i Dorona Cabariego. Pozostawał aktywnym zawodowo aż do śmierci, będąc członkiem zarządu uczelni, a także zasiadając w radzie nadzorczej związanego z nią przedsiębiorstwa badawczo-rozwojowego. Zmarł 27 sierpnia 2019 w Izraelu, następnego dnia został pochowany na cmentarzu Jarkon w Petach Tikwie.

## Życie prywatne
Miał czworo dzieci – Orli, Gilata, Ronena i Drora. W chwili śmierci był wdowcem i miał piętnaścioro wnuków i 26 prawnuków.